# Isahaya (Nagasaki)
Isahaya (諫早市 Isahaya-shi?) es una ciudad localizada en la prefectura de Nagasaki, Japón.
La ciudad fue fundada el 1 de septiembre de 1940. El 1 de marzo de 2005, la ciudad fue expandida después de anexar los pueblos de Tarami, Moriyama, Iimori, Takaki y Konagai para formar la expansión de la ciudad de Isahaya. Antiguamente Isahaya era parte del distrito de Kitatakaki, pero debido a los cambios tras la absorción de los demás pueblos, el distrito no tenía más municipalidades y fue oficialmente disuelto.

## Ciudades hermanas
- Zhangzhou, Fujian, China
- Athens, Tennessee, Estados Unidos